# Kawagoe
Kawagoe (japanska: 川越市?, Kawagoe-shi) är en stad i Saitama prefektur i Japan. Den ingår i Tokyos storstadsområde. Kawagoe fick stadsrättigheter 1 december 1922 och har sedan 2003
status som kärnstad (japanska: 中核市?, Chūkakushi) enligt lagen om lokalt självstyre.

## Sevärdheter
Magasinsdistriktet (japanska: 蔵造りの町並み?, Kurazukuri no Machinami) har ett antal lagerbyggnader kura från Edoperioden (1603-1868).
Byggnaderna ligger längs gatan Kurazukuri. De återuppbyggdes efter en stor brand 1893 som förstörde en stor del av Kawagoe.
I ett av huset finns Kurazukuri-museet som ligger i en f d affärslokal för en tobaksgrossit.
Strax intill finns Klocktornet (japanska: 時の鐘?, Toki no kane) som är en symbol för Kawagoe. I närheten finns även "Godisgränden" (japanska: 菓子屋横丁?, Kashiya Yokochō), 
ett turistmål med försäljning av traditionella japanska sötsaker. 

## Bilder

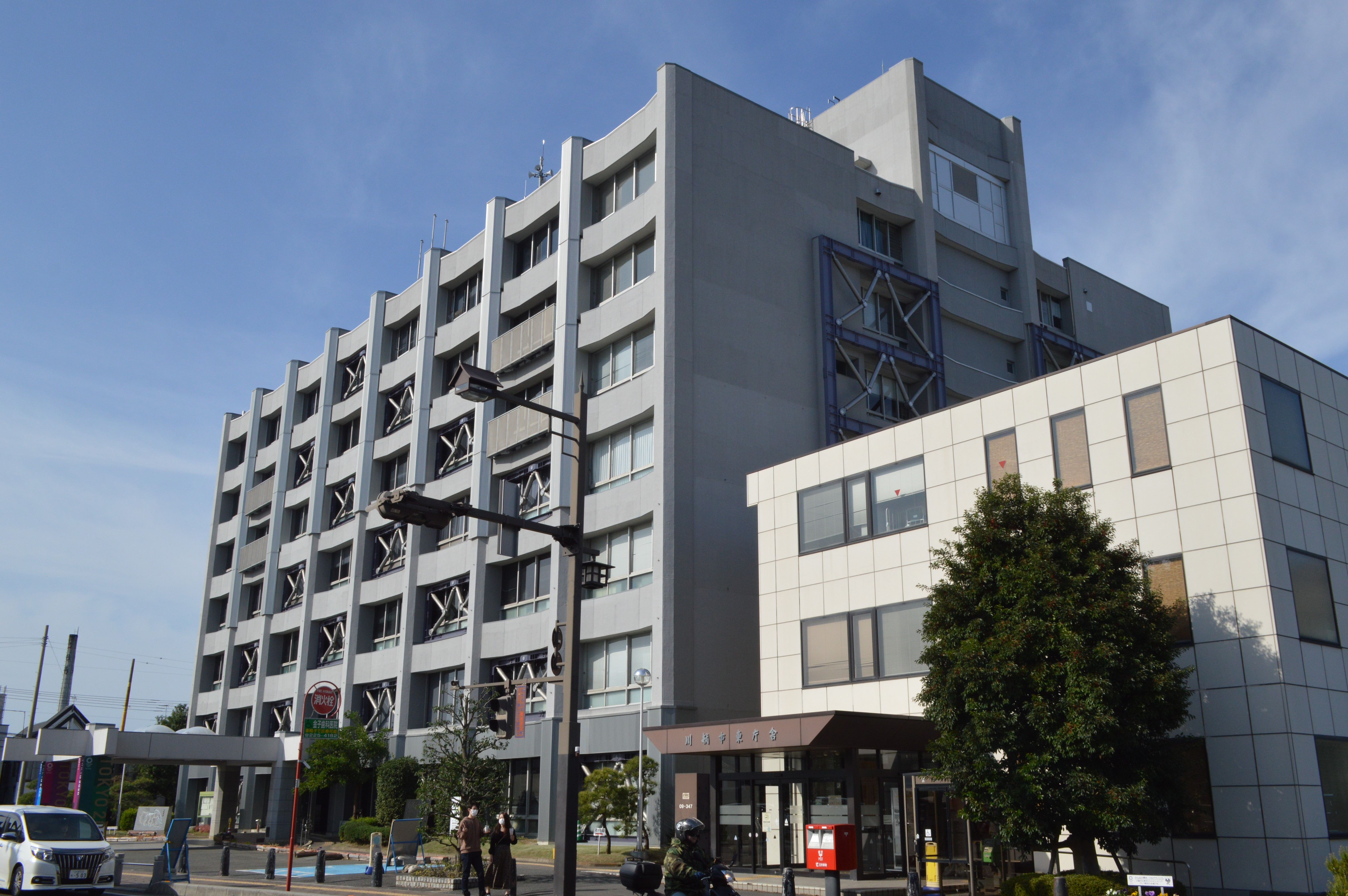
Stadshuset i Kawagoe
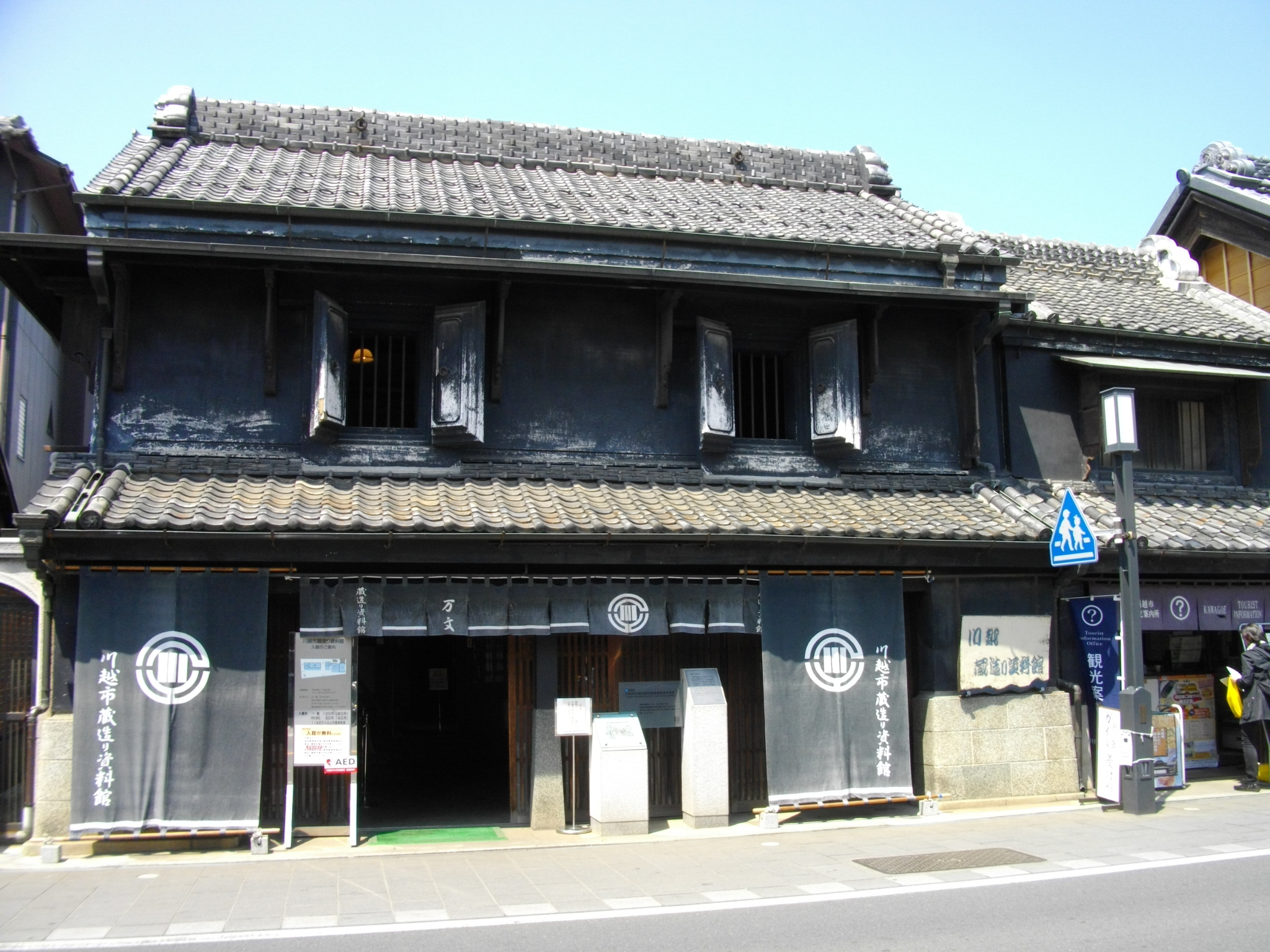
Kurazukuri-museet
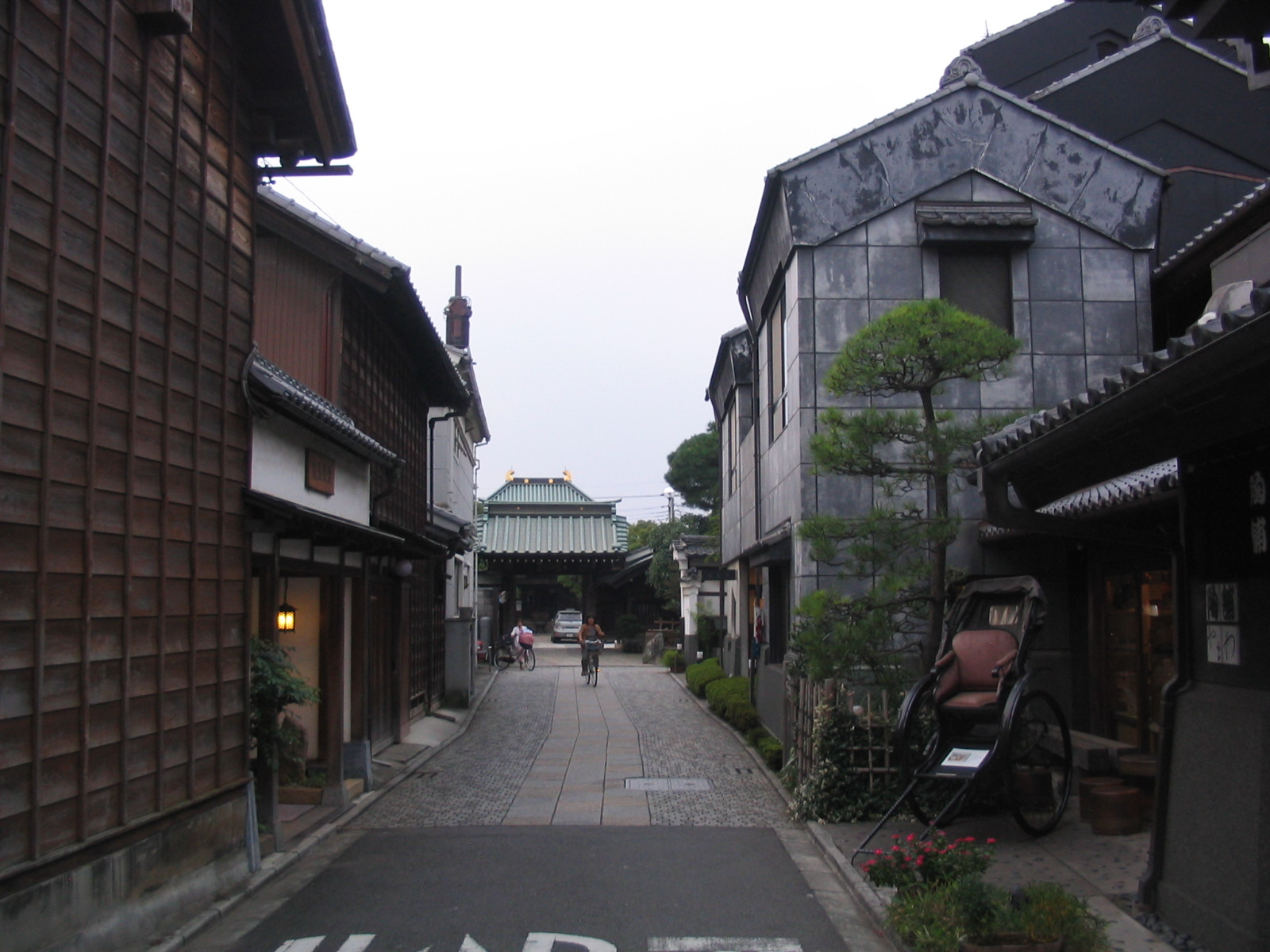
Gränd med historiska byggnader
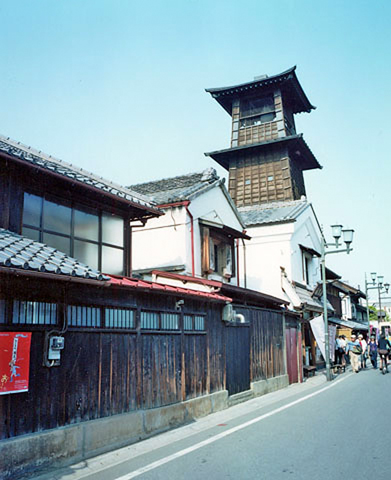
Klocktornet